# Mattin Aiestaran
Mattin Aiestaran de la Sotilla (1991- ) es un arqueólogo y profesor español. 
Mattin Aiestaran fue el director del equipo de investigación arqueológica del yacimiento del poblado vascón de la Edad del Hierro situado al pie de castillo de Irulegui, en Navarra (España), en donde, en enero de 2022, se halló la denominada Mano de Irulegui, una pieza de bronce en forma de mano extendida en cuyo dorso hay una inscripción que está considerada como la primera manifestación escrita en lengua vascónica.

## Biografía
Mattin Aiestaran nació en la localidad guipuzcoana de Tolosa, País Vasco (España) en 1991. Estudió historia en la Universidad del País Vasco, donde trabaja como docente. Estaba realizando su tesis doctoral cuando se descubrió la mano de Irulegui. Es miembro de la Sociedad de Ciencias Aranzadi y reside en Irurita, Navarra, desde 2012.

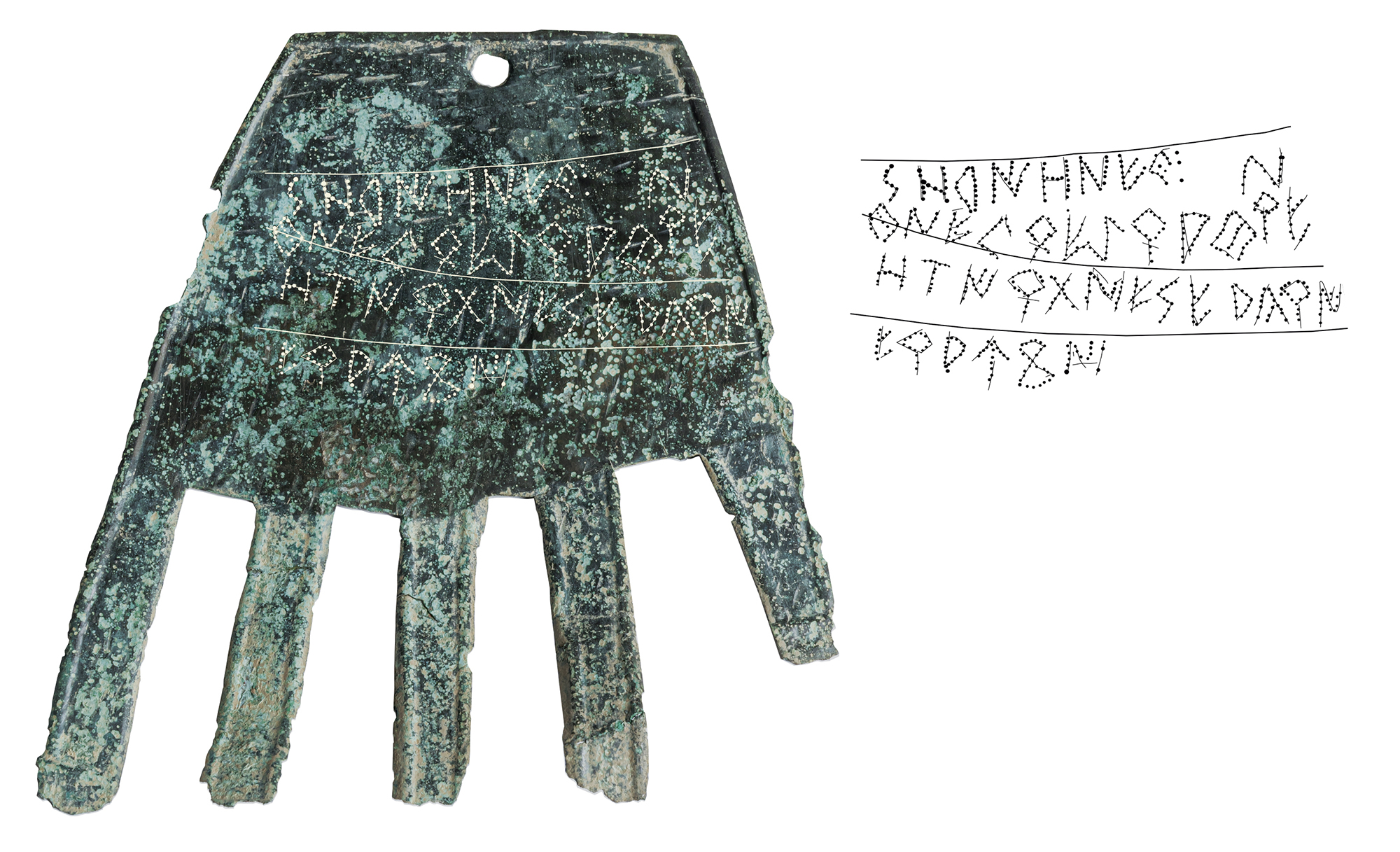
Mano de Irulegui